# وتيرة واحدة
الوتيرة الواحدة أو التَّنَاسقِيَّة هي افتراض بأن «القوانين والآليات الطبيعية نفسها التي تعمل في الفضاء الكوني الآن كانت هي نفسها التي كانت تعمل في الفضاء الكوني في الماضي وتنطبق على أي مكان فيه». ولقد تضمنت تلك الفرضية مفهوم التدرجية من حيث إن «الحاضر هو مفتاح الماضي ويعمل بنفس المعدلات». لقد كانت نظرية الوتيرة الواحدة إحدى المبادئ الأساسية في الجيولوجيا وجميع مجالات العلوم تقريبًا، ولكن لم يعد علماء الجيولوجيا الحديثة الطبيعية يتمسكون تمسكًا صارمًا بمسألة التدرج، في حين أنهم يقبلون أن الجيولوجيا قد تطورت على مدار فترة طويلة من الزمان.
قام علماء التاريخ الطبيعي بصياغة نظرية الوتيرة الواحدة في نهاية القرن الثامن عشر، وبدأ ذلك بأعمال عالم الجيولوجيا جيمس هيوتون التي قام جون بلايفير بتنقيحها وقام تشارلز ليل بنشرها في كتاب مبادئ الجيولوجيا عام 1830. ولقد قام ويليام هويل بوضع مصطلح الوتيرة الواحدة، وكان هو أيضًا من وضع مصطلح «الكارثية لفكرة أن الأرض تشكلت نتيجة سلسلة من الأحداث المفاجئة القصيرة والعنيفة».

## معلومات تاريخية

### القرن الثامن عشر

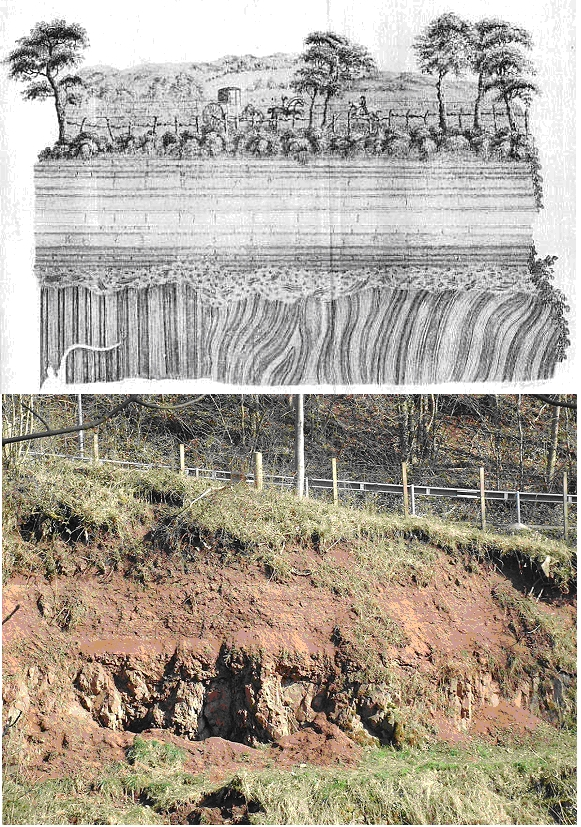
موقع اللاتوافق لهيوتون في جيدبراه. تبين الصورة المشهد الحالي (2003), أسفل بيان جون كليرك أوف إلدن عام 1787.

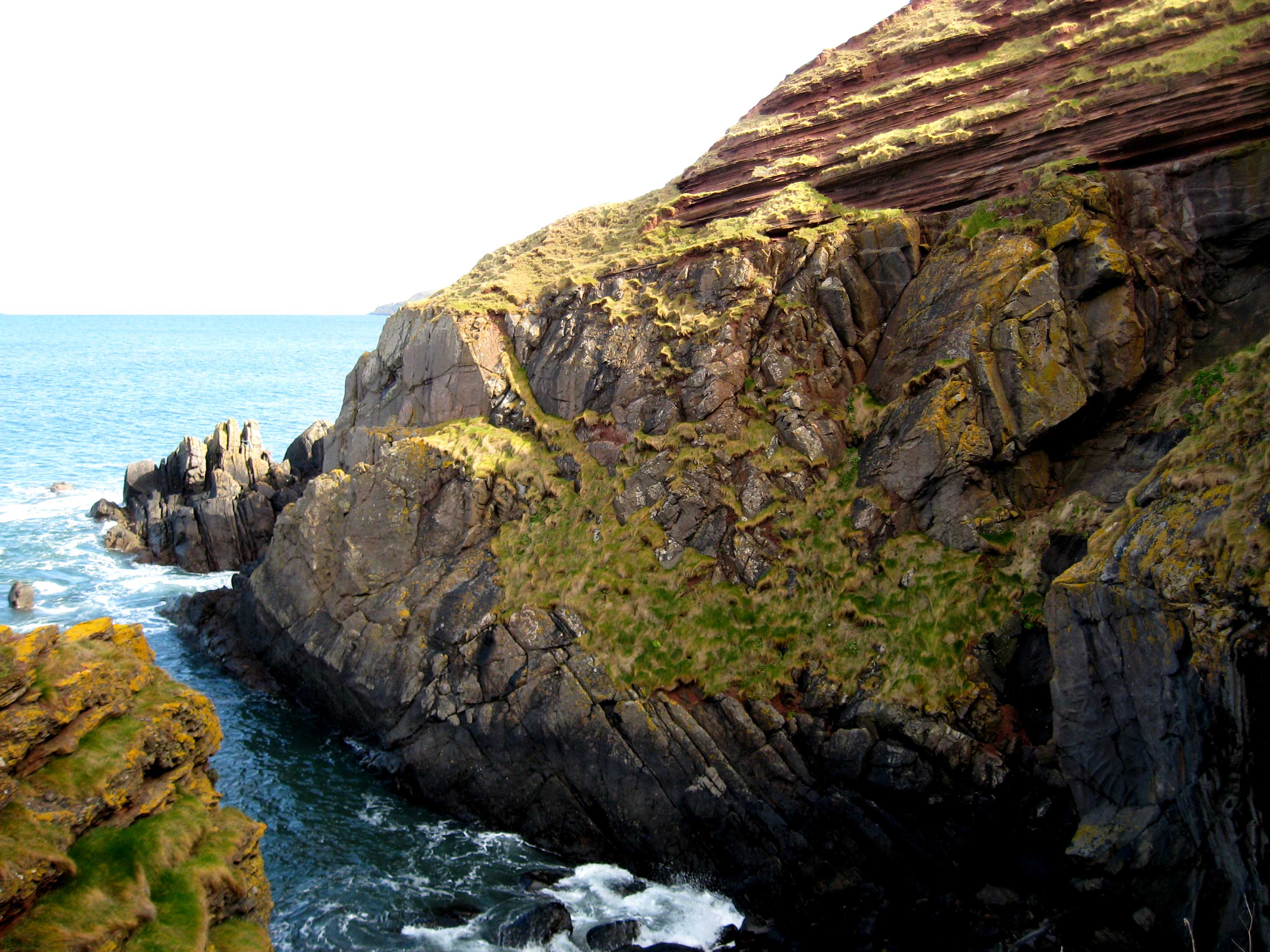
يبين الجرف شرق نقطة سيكار طبقات الأحجار الرملية الحمراء القريبة من الشكل الأفقي فوق الصخور الجرفية المائلة رأسيًا.

لم يكن للمفاهيم الأولى تأثير كبير على التفسيرات الجيولوجية في أوروبا في القرن الثامن عشر حول نشأة الأرض. أبراهام جوتلوب ويرنر يفترض حدوث تبلور حيث ترسبت الطبقات الأرضية من ترسب البحار التي انكمشت على الصخور الأولية مثل الجرانيت. وفي عام 1785 قدم جيمس هيوتون دائرة معارضة لا نهاية قائمة بذاتها تعتمد على التاريخ الطبيعي وليس على معلومات الكتاب المقدس.
| وتيرة واحدة | تظهر الأجزاء الصلبة من الأرض الحالية بصفة عامة، و التي المكونة من رواسب بحرية، ومواد أخرى مشابهة لتلك الموجودة الآن على الشواطئ. ومن هنا نجد سببا للقول: - أولا: أن الأرض التي نراها و نقف عليها هي ليست الأرض الأولى و لكنها الأرض الناشئة من تأثيرات عدة مسببات - ثانيا: أنه و قبل ظهور الأرض الحالية كان هناك أرض فيها بر و بحر ووجدت عوامل المد و الجزر والتيارات و هي مشابهة للعوامل التي نعرفها الآن. - أخيرا: و أثناء تشكل البر الحالي كان قاع البحر القديم يزخر بالنباتات و الأحياء كما تسكن النباتات والحيوانات الأرض الحالية. و بالتالي فيجدر بنا القول أن الجزء الأكبر من أرضنا الحالية لم تكن نتاج ولادة الأرض الأولية و إنما كانت نتيجة لعمليات طبيعية تحدث على الأرض و لجعل الأرض تأخذ شكلها الحالي كان لازاما أن: - أولا: تجميع الكتل التي شكلتها مجموعات من المواد السائبة أو غير متماسكة. - ثانيا: ارتفاع تلك الكتل المجمعة من قاع البحر، المكان الذي تجمعت فيه أصلا، إلى محطات فوق مستوى المحيطات. | وتيرة واحدة |

ثم سعى هيوتون لإقامة الدليل الذي يدعم فكرته التي تقضي بحتمية وجود «دوائر متكررة»، تنطوي كل منها على رسوبيات قاع البحر وارتفاع تلك الرسوبيات نتيجة الإمالة والتعرية ثم التحرك تحت مستوى سطح البحر مرة أخرى لتكوين المزيد من الطبقات الرسوبية. ولقد وجد عند وادي تلت الصغير في جبال كايرنجورم أن الجرانيت يخترق الصخور المتحولة شيست، بطريقة أوحت له بأن الصخور الأولية المزعومة قد ذابت بعد تكون الطبقات الأرضية.
ولقد قرأ عن مواقع اللاتوافق الزاوي حسب تفسير أنصار حدوث التبلور واكتشف موقع لاتوافق في جيدبراه حيث مالت الطبقات الجرفية في الطبقات المنخفضة من وجه الجرف إمالة رأسية تقريبًا قبل أن تتعرض للتآكل لتكوين مسطح منبسط تحت طبقات أفقية من الأحجار الرملية الحمراء. وفي ربيع عام 1788 قام هيوتون برحلة بالقارب عبر ساحل بيرويكشاير بصحبة جون بلايفير وعالم الجيولوجيا سير جيمس هال، واكتشفوا موقع لاتوافق بدرجة مذهلة يبين التتابع نفسه عند نقطة سيكار. ولقد ذكر بليفير لاحقًا أنه "يبدو أن العقل قد نما بطريقة طائشة عندما ينظر إلى فترات سحيقة في الماضي البعيد"، ولقد اختتم هيوتون عام 1788 ورقة بحثية قدمها إلى الجمعية الملكية بإدنبرة بعبارة "نحن لم نرَ أي أثر للبداية، وليس هناك أمل في النهاية"ولقد أعاد نشر هذه الورقة في كتاب."

## وصلات خارجية
- Uniformitarianism discussed at PhysicalGeography.net
- Uniformitarianism discussed at the Geography section of About.com